# Wada bizantyjska
Wada bizantyjska (ang. Byzantine fault) – rodzaj wady składowej danego systemu komputerowego, która nie powoduje unieruchomienia tej składowej, ale złe jej działanie. 
Wada ta dotyczy szczególnie różnego typu procesorów, określając najtrudniejsze do wykrycia niedomagania określonego systemu.